# NGC 1726
NGC 1726 is een lensvormig sterrenstelsel in het sterrenbeeld Eridanus. Het hemelobject werd op 8 januari 1831 ontdekt door de Britse astronoom John Herschel.

## Synoniemen
- PGC 16508
- MCG -1-13-42